# Destacamento de Montaña n.º 17 "Los Ángeles"
El Destacamento de Montaña n.º17 "Los Ángeles Del General Orozimbo Barbosa Puga, es una unidad de combate del Ejército de Chile, que pertenece a la III División de Montaña y tiene su guarnición en la ciudad de Los Ángeles. 
En la actualidad esta unidad está conformada por:
- Batallón de Infantería de Montaña n.º 17 "Tarpellanca".
- Batería de Artillería de Montaña n.º 16 “Carvallo”.
- Compañía de Ingenieros de Montaña n.º 3 "Los Ángeles".

## Historia
Su origen correspondería a la unidad de la Guardia Nacional Movilizada en la guerra del Pacífico con el nombre de Batallón "Los Ángeles", al cual le correspondió participar en la llamada Campaña de la Breña. Posteriormente el 11 de noviembre de 1931, se crea el Regimiento Andino Mixto n.º 3 "Lautaro" en la ciudad de Los Ángeles. En 1937 cambia de denominación a Regimiento Andino n.º 3 "Los Ángeles", y en la década de 1950 se nombra Regimiento de Infantería de Montaña Reforzado n.º 3 "Los Ángeles". Su actual denominación como Destacamento de Montaña, responde al plan modernizador del Ejército de Chile, subiéndolo de categoría debido a su ubicación estratégica y mayor grado de profesionalismo de sus unidades. Su aniversario es el 10 de noviembre.
En 1991 el informe oficial de la Comisión Nacional de Verdad y Reconciliación (Informe Rettig), acreditó que en 1973 el regimiento fue utilizado como centro de dentención de prisioneros políticos, y en él "'los detenidos fueron sometidos a la aplicación sistemática de tormentos'". En el mes de noviembre de ese año habían 323 prisioneros en el recinto, donde se realizaban "frecuentes ejecuciones extrajudiciales". La comisión relacionó directamente al regimiento con la muerte o desaparición de al menos 59 personas, de diversas comunidades urbanas y rurales de la zona. Posteriormente en el 2011, la Comisión Nacional sobre Prisión Política y Tortura ratificó en su informe (Informe Valech) que en 1973 el regimiento funcionó como recinto de "detención masiva, interrogamiento y tortura", agregando que fue "uno de los lugares de la región en los que se aplicaron las más brutales e intensas torturas".
En mayo del 2005 una compañía de conscriptos recién enrolados en este regimiento recibió la orden de sus oficiales de realizar una marcha en la Cordillera de los Andes bajo condiciones climáticas adversas, pese a no contar con la vestimenta adecuada, preparación requerida, además del descanso o alimentación previa necesaria. Como resultado murieron congelados 44 conscriptos y 1 suboficial, en un hecho que causó conmoción nacional en Chile y fue conocido como la "Tragedia de Antuco", por ocurrir en las inmediaciones del volcán de ese nombre. En enero del año 2008 el mayor Patricio Cereceda, oficial a cargo de la actividad, fue condenado a 5 años de prisión por su responsabilidad en los sucesos, mientras que otros oficiales subalternos fueron dados de baja. Finalmente, Cereceda recibió el beneficio de la libertad condicional en el 2011.

## Fuente
Página oficial del Ejército de Chile